# Grabicz (Ukraina)
Grabicz (ukr. Грабич) – wieś na Ukrainie w rejonie kołomyjskim obwodu iwanofrankiwskiego.

## Przynależność administracyjna
Grabicz przed 1939 r. gmina Otynia, powiat tłumacki, województwo stanisławowskie. 
W II Rzeczypospolitej wieś w powiecie tłumackim województwa stanisławowskiego.  W latach 1944–1945 nacjonaliści ukraińscy z OUN-UPA zamordowali tutaj 40 Polaków.